# Drugi rząd lorda Melbourne

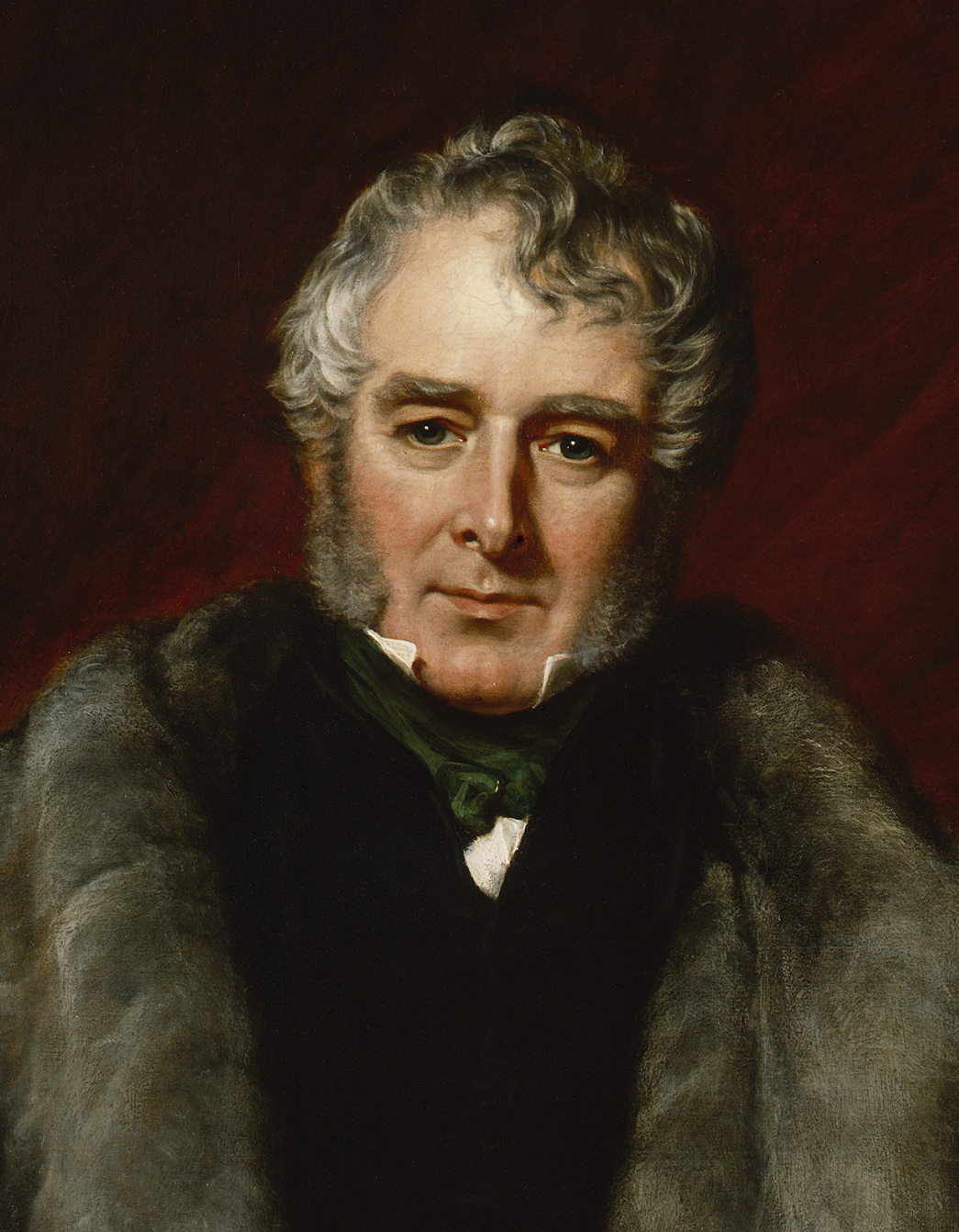
Wicehrabia Melbourne, premier, pierwszy lord skarbu, przewodniczący Izby Lordów

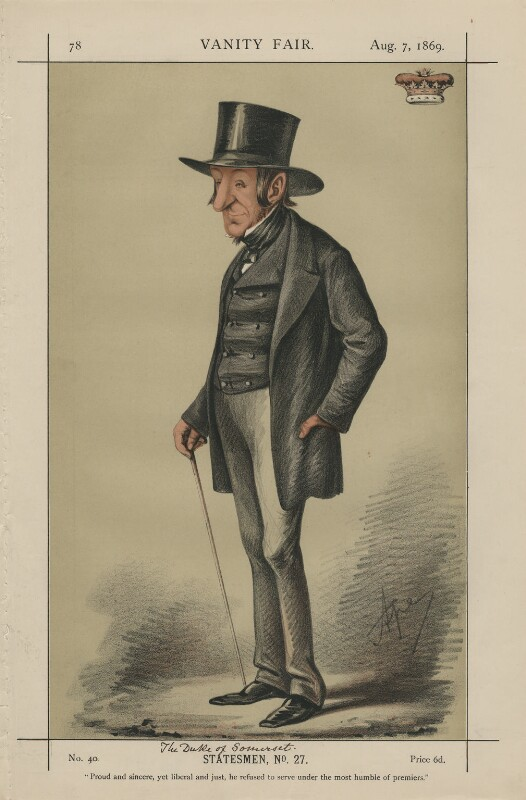
Lord Seymour, młodszy lord skarbu

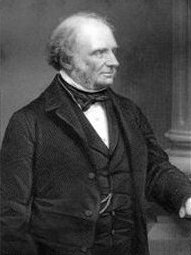
Lord John Russell, minister spraw wewnętrznych, przewodniczący Izby Gmin

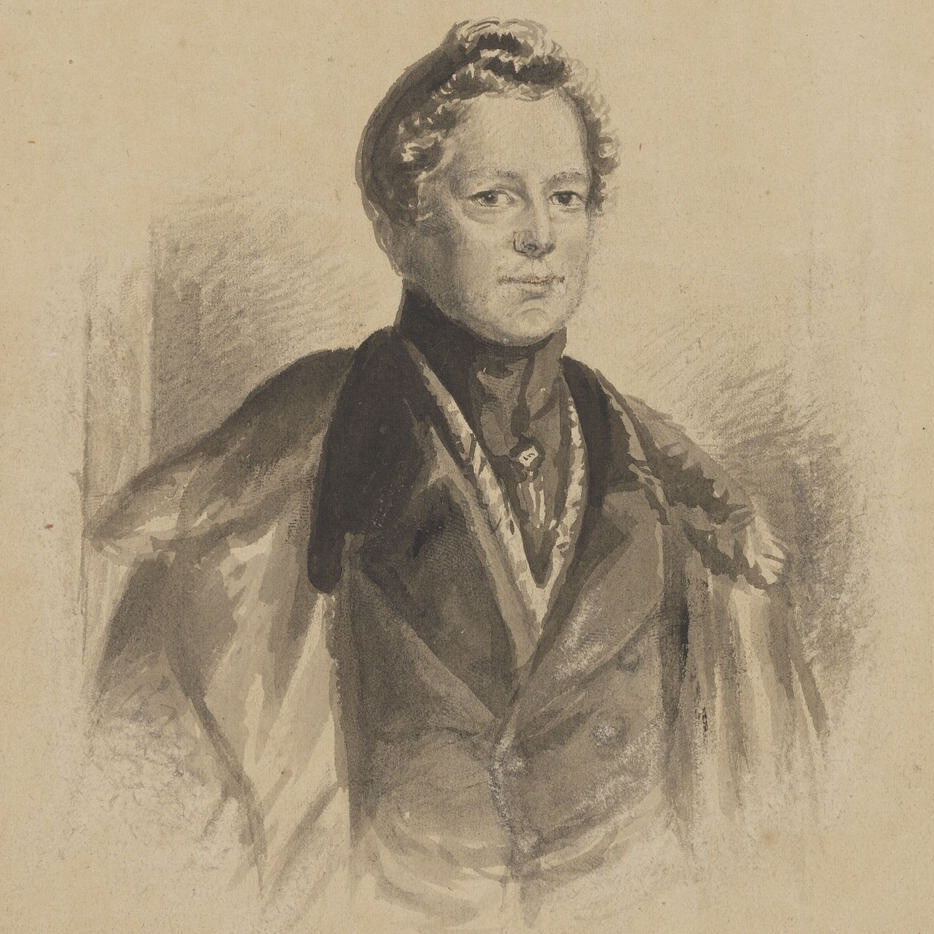
Fox Maule, podsekretarz stanu w ministerstwie spraw wewnętrznych

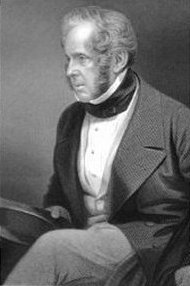
Wicehrabia Palmerston, minister spraw zagranicznych

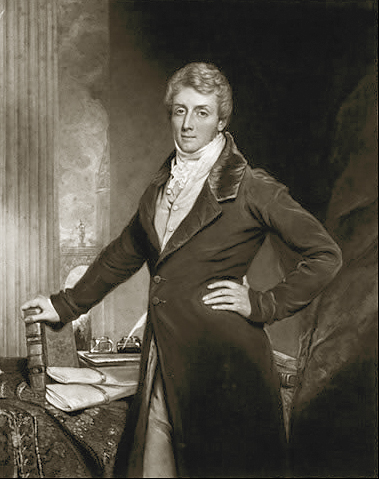
Baron Glenelg, minister wojny i kolonii

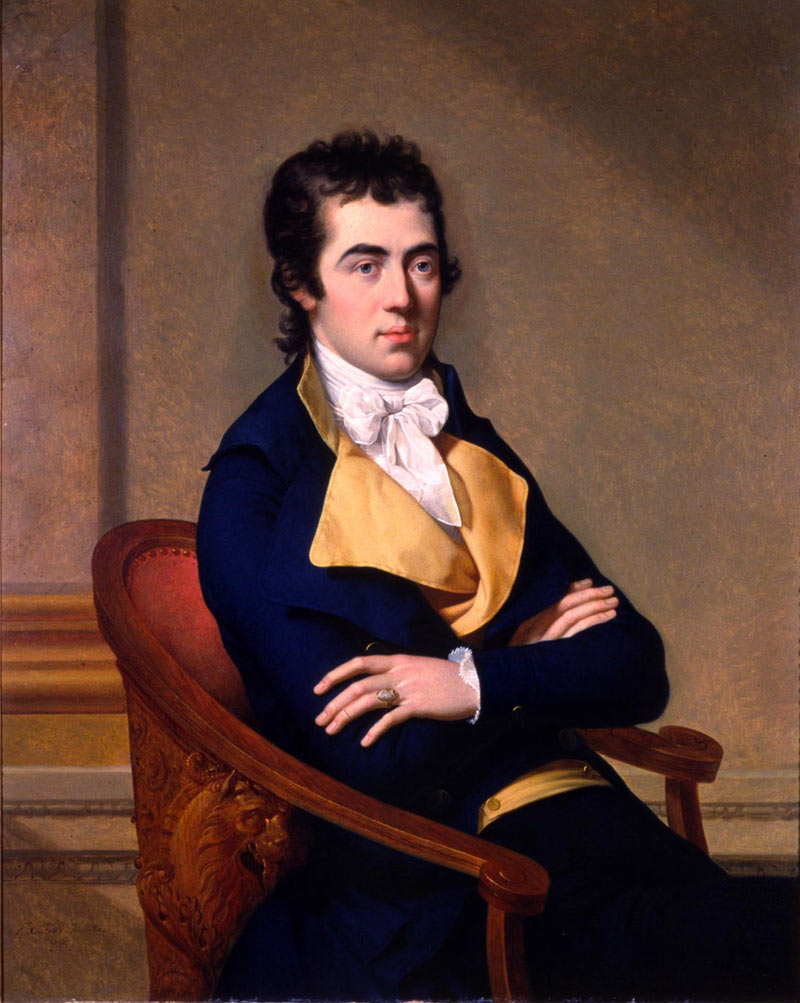
Baron Holland, kanclerz Księstwa Lancaster

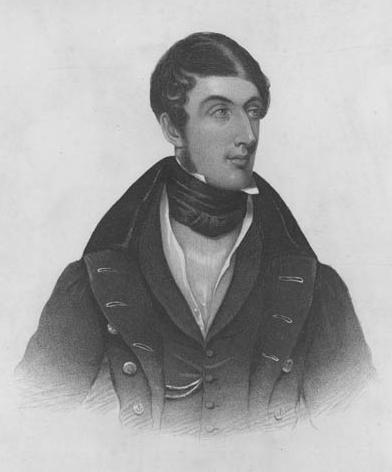
Charles Thomson, przewodniczący Zarządu Handlu

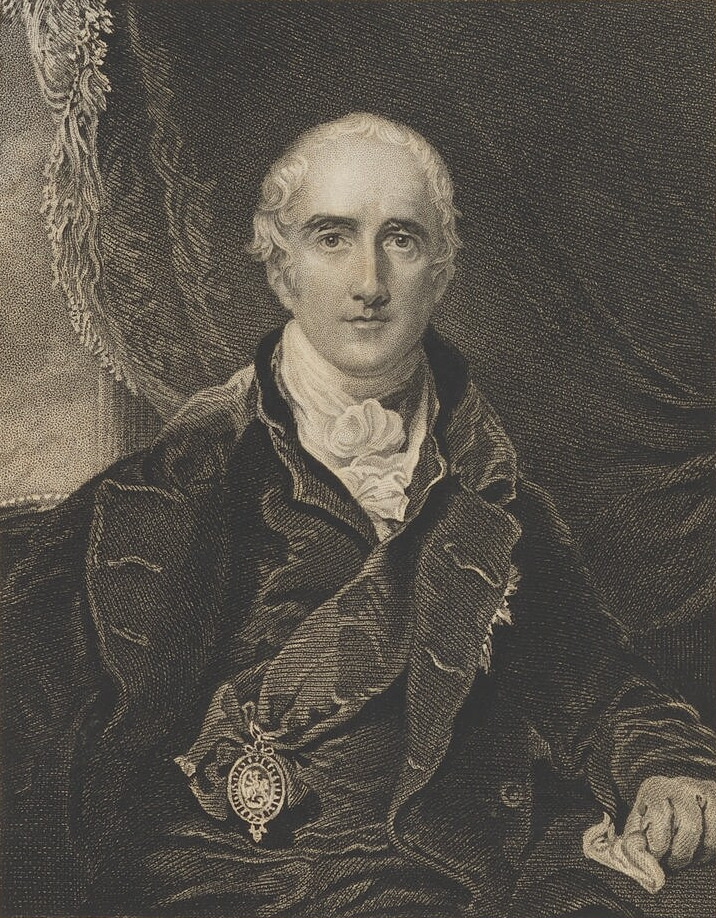
Markiz Wellesley, lord szambelan

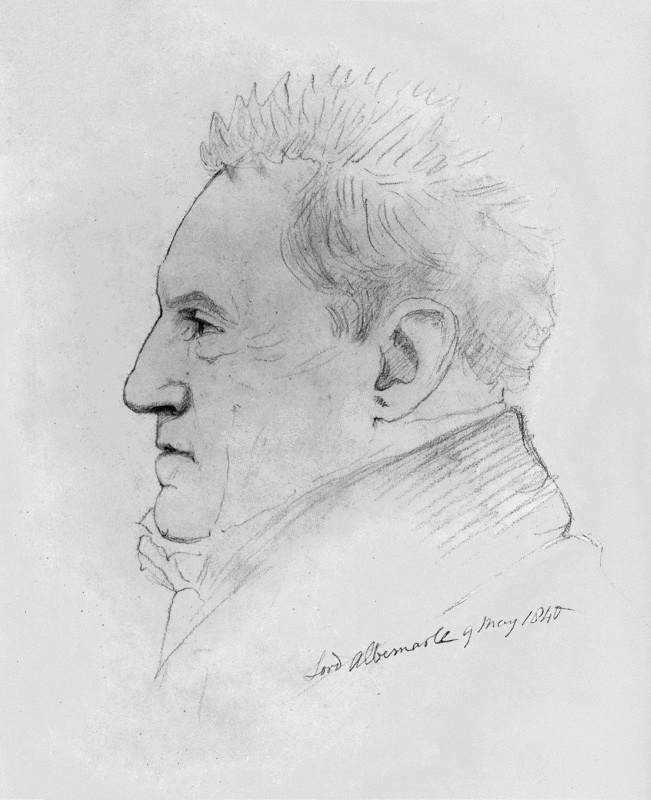
Hrabia Albemarle, Koniuszy Królewski

Pierwszy rząd pod przewodnictwem Williama Lamba, 2. wicehrabiego Melbourne, istniał od 18 kwietnia 1835 do 7 maja 1839 r.
Członków ścisłego gabinetu wyróżniono tłustym drukiem.

## Skład rządu
| Urząd                                                   | Imię i nazwisko | Kadencja                                          |
| ------------------------------------------------------- | --- | ------------------------------------------------- |
| Premier Pierwszy lord skarbu Przewodniczący Izby Lordów | William Lamb, 2. wicehrabia Melbourne | 1835–1839                                         |
|                                                         | |                                                   |
| Kanclerz skarbu                                         | Thomas Rice | 1855 1835–1839                                    |
| Parlamentarny sekretarz skarbu                          | Edward John Stanley | 1835–1839                                         |
| Finansowy sekretarz skarbu                              | Francis Baring | 1835–1839                                         |
| Młodsi lordowie skarbu                                  | Edward Seymour, lord Seymour William Henry Ord Robert Steuart Richard More O’Ferrall John Parker | 1835–1839 1835–1837 1835–1839 1837–1839           |
| Lord kanclerz                                           | vacat Charles Pepys, 1. hrabia Cottenham | 1835–1836 1836–1839                               |
| Lord przewodniczący Rady                                | Henry Petty-Fitzmaurice, 3. markiz Lansdowne | 1835–1839                                         |
| Lord tajnej pieczęci                                    | John Ponsonby, wicehrabia Duncannon | 1835–1839                                         |
| Minister spraw wewnętrznych Przewodniczący Izby Gmin    | Lord John Russell | 1835–1839                                         |
| Podsekretarz stanu w ministerstwie spraw wewnętrznych   | Fox Maule | 1835–1839                                         |
| Minister spraw zagranicznych                            | Henry Temple, 3. wicehrabia Palmerston | 1835–1839                                         |
| Podsekretarz stanu w ministerstwie spraw zagranicznych  | William Fox-Strangways | 1835–1839                                         |
| Minister wojny i kolonii                                | Charles Grant, 1. baron Glenelg Constantine Phipps, 1. markiz Normanby | 1835–1839 1839                                    |
| Podsekretarz stanu w ministerstwie wojny i kolonii      | George Grey Henry Labouchere | 1835–1839 1839                                    |
| Pierwszy lord Admiralicji                               | George Eden, 2. baron Auckland Gilbert Elliot-Murray-Kynynmound, 2. hrabia Minto | 1835 1835–1839                                    |
| Sekretarz przy Admiralicji                              | Charles Wood | 1835–1839                                         |
| Cywilny lord Admiralicji                                | Archibald Primrose, lord Dalmeny | 1835–1839                                         |
| Przewodniczący Rady Kontroli                            | John Hobhouse | 1835–1839                                         |
| Sekretarz Rady Kontroli                                 | Robert Gordon Robert Vernon Smith | 1835–1839                                         |
| Główny sekretarz Irlandii                               | George Howard, wicehrabia Morpeth | 1835–1839                                         |
| Lord namiestnik Irlandii                                | Constantine Phipps, 1. markiz Normanby Hugh Fortescue, wicehrabia Ebrington | 1835–1839 1839                                    |
| Kanclerz Księstwa Lancaster                             | Henry Vassall-Fox, 3. baron Holland | 1835–1839                                         |
| Przewodniczący Zarządu Handlu                           | Charles Thomson | 1835–1839                                         |
| Wiceprzewodniczący Zarządu Handlu                       | Henry Labouchere | 1835–1839                                         |
| Sekretarz ds. wojny                                     | Henry Grey, wicehrabia Howick | 1835–1839                                         |
| Pierwsi Komisarz ds. Lasów                              | John Ponsonby, wicehrabia Duncannon | 1835–1839                                         |
| Zarządca mennicy                                        | Henry Labouchere | 1835–1839                                         |
| Skarbnik Floty                                          | Henry Parnell | 1835–1839                                         |
| Generał artylerii                                       | Henry Vivian | 1835–1839                                         |
| Sekretarz artylerii                                     | Rufane Shaw Donkin | 1835–1839                                         |
| Skarbnik artylerii                                      | Andrew Leith Hay James Whitley Deans Dundas | 1835–1838 1838–1839                               |
| Zaopatrzeniowiec artylerii                              | George Anson | 1835–1839                                         |
| Paymaster-General                                       | Henry Parnell | 1835–1839                                         |
| Poczmistrz generalny                                    | Francis Conyngham, 2. markiz Conyngham Thomas Anson, 1. hrabia Lichfield | 1835 1835–1839                                    |
| Prokurator generalny                                    | John Campbell | 1835–1839                                         |
| Radca generalny Anglii i Walii                          | Robert Rolfe | 1835–1839                                         |
| Najwyższy Sędzia Wojskowy                               | Robert Cutlar Fergusson William St Julien Arabin George Grey | 1835–1838 1838–1839 1839                          |
| Lord adwokat                                            | John Murray Andrew Rutherfurd | 1835–1839 1839                                    |
| Solicitor General dla Szkocji                           | John Cunninghame Andrew Rutherfurd James Ivory | 1835–1837 1837–1839 1839                          |
| Prokurator Generalny dla Irlandii                       | Louis Perrin Michael O’Loghlen John Richards Stephen Woulfe Nicholas Ball Maziere Brady | 1835 1835–1836 1836–1837 1837–1838 1838–1839 1839 |
| Solicitor General dla Irlandii                          | Michael O’Loghlen John Richards Stephen Woulfe Maziere Brady David Richard Pigot | 1835 1835–1836 1836–1837 1837–1839 1839           |
| Lord steward                                            | George Campbell, 6. książę Argyll | 1835–1839                                         |
| Lord szambelan                                          | Richard Wellesley, 1. markiz Wellesley Francis Conyngham, 2. markiz Conyngham Henry Paget, hrabia Uxbridge | 1835 1835–1839 1839                               |
| Wiceszambelan Dworu Królewskiego                        | Lord Charles FitzRoy George Chichester, hrabia Belfastu | 1835–1838 1838–1839                               |
| Koniuszy królewski                                      | William Keppel, 4. hrabia Albemarle | 1835–1839                                         |
| Skarbnik Dworu Królewskiego                             | William Henry Fremantle Henry Howard, hrabia Surrey | 1835–1837 1837–1839                               |
| Kontroler Dworu Królewskiego                            | George Stephens Byng | 1835–1839                                         |
| Kapitan Gentelmen at Arms                               | Thomas Foley, 4. baron Foley | 1835–1839                                         |
| Kapitan Ochotników Gwardii                              | Archibald Acheson, 2. hrabia Gosford Henry Fox-Strangways, 3. hrabia Ilchester | 1835 1835–1839                                    |
| Opiekun stajni królewskich                              | William Hay, 18. hrabia Erroll | 1835–1839                                         |
| Mistress of the Robes                                   | Harriet Sutherland-Leveson-Gower, księżna Sutherland | 1837–1839                                         |
| Lord-in-waiting                                         | Thomas Taylour, 2. markiz Headford John Douglas, 7. markiz Queensbery Lucius Cary, 10. wicehrabia Falkland George Byng, 7. wicehrabia Torrington George Byron, 7. baron Byron Alan Gardner, 3. baron Gardner Thomas Powys, 3. baron Lilford Arthur Chichester, 1. baron Templemore Henry Paget, hrabia Uxbridge Arthur Plunkett, 9. hrabia Fingall | 1837–1839 1837 1837–1839                          |